# Polskie Towarzystwo Anatomiczne
Polskie Towarzystwo Anatomiczne (PTA) – powstałe w 1923 roku stowarzyszenie naukowe zrzeszające osoby zajmujące się zawodowo naukami morfologicznymi.

## Historia
Stowarzyszenie początkowo nazywało się Towarzystwem Anatomicznym Warszawskim. Inicjatorami jego powstania byli między innymi: Edward Loth, Jan Tur, Mieczysław Konopacki i Leon Kryński. W 1926 roku odbył się w Warszawie pierwszy zjazd stowarzyszenia, wówczas przyjęto jego nową nazwę – Polskie Towarzystwo Anatomiczno-Zoologiczne. Pierwszym prezesem został Henryk Ferdynand Hoyer. Od 1929 roku towarzystwo wydawało własne pismo „Folia Morphologica”. W roku 1935, podczas IV zjazdu, po odłączeniu się od stowarzyszenia zoologów, powstało Polskie Towarzystwo Anatomiczne.
Po II wojnie światowej powstało wiele regionalnych oddziałów PTA. Decyzją Prezydenta m. st. Warszawy L. dz. 01-4127/47, w dniu 30 grudnia 1947 roku wpisano do Rejestru Stowarzyszeń i Związków pod nr. 222 Stowarzyszenie pn. Polskie Towarzystwo Anatomiczne z siedzibą w Warszawie. Terenem działalności Stowarzyszenia był obszar Państwa Polskiego. Cel Stowarzyszenia: rozwijanie nauk anatomicznych w współczesnym pojęciu. Współzałożycielami Stowarzyszenia byli: Janina Sokołowska-Pituchowa, Stanisław Kohmann, Stefan Różycki, Roman Rafiński, Leokadia Młynarczyk, Tadeusz Kurkiewicz, Jan Słotwiński, Kazimierz Miętkiewski, Kazimierz Dux, Juliusz Zweibaum, Stanisław Skowron, Kazimierz Rapacz, Stanisław Zajączek, Franciszek Kłapkowski, Tadeusz Rogalski.
W 1954 roku, podczas IX zjazdu, od stowarzyszenia odłączyli się antropolodzy, którzy utworzyli własne towarzystwo naukowe. Podobnie w 1961 roku z PTA wyodrębniło się Towarzystwo Histochemiczne. 14 września 2022 roku, w Szczecinie odbył się ostatni jak dotychczas, XXXIV Zjazd Polskiego Towarzystwa Anatomicznego. Kolejna edycja (XXXV Zjazd) odbędzie się w Kielcach.

## Statut
Obecna treść statutu PTA została uchwalona 28 czerwca 1999 roku w Łodzi. Główne cele statutowe stowarzyszenia to:
- informowanie o postępach wiedzy w zakresie nauk morfologicznych
- promowanie działalności naukowej w dziedzinie morfologii i nauk pokrewnych
- współpraca z innymi polskimi i zagranicznymi towarzystwami naukowymi[4]

## Struktura
Władze Polskiego Towarzystwa Anatomicznego stanowią: Walne Zgromadzenie, Zarząd Główny, Komisja Rewizyjna, ogólne zebrania członków oddziału, zarządy sekcji i oddziałów, komisje rewizyjne oddziałów. Na czele Zarządu Głównego Polskiego Towarzystwa Anatomicznego stoi prezes, od 2022 roku funkcję tę pełni Janusz Moryś. W skład Zarządu Głównego wchodzą też dwaj wiceprezesi, członkowie, zastępcy członków oraz skarbnik i sekretarz. W ramach PTA utworzony został też Zespół do spraw specjalizacji z anatomii. W stowarzyszeniu działają ponadto sekcje tematyczne:
- Sekcja Anatomii Klinicznej
- Sekcja Neuroanatomii
- Sekcja Anatomii Rozwojowej
- Sekcja Mikroskopii Elektronowej
- Sekcja Anatomii Porównawczej
- Sekcja Anatomii Weterynaryjnej
- Sekcja Dydaktyki Anatomicznej na Wydziałach Lekarskich
- Sekcja Dydaktyki Histologicznej
- Sekcja Dydaktyki Anatomicznej na Wydziałach Weterynaryjnych
- Sekcja do Spraw Współpracy z Anatomicznymi Towarzystwami Międzynarodowymi
- Komisja Mianownictwa Anatomicznego[2][5].

Polskie Towarzystwo Anatomiczne  oddziały w Warszawie, Lublinie, Bydgoszczy, Łodzi, Białymstoku, Gdańsku, Poznaniu, Katowicach, Szczecinie, Wrocławiu, Krakowie, Kielcach, Olsztynie i Rzeszowie.

## Czasopisma
Polskie Towarzystwo Anatomiczne wydaje dwa czasopisma: Folia Morphologica i Postępy biologii komórki.